# エマオの晩餐 (カラヴァッジョ、ミラノ)
『エマオの晩餐』(エマオのばんさん、伊: Cena in Emmaus, 英: Supper at Emmaus) は、イタリアのバロック期の巨匠ミケランジェロ・メリージ・ダ・カラヴァッジオが1606年にキャンバス上に油彩で制作した絵画である。ナショナル・ギャラリー・ロンドンにある同主題作『エマオの晩餐』が制作されてから5年後に描かれた。1939年にブレラ美術館友の会によって購入されて以来、ミラノのブレラ美術館に所蔵されている。カラヴァッジオが初めて画風を大きく変換させた作品として重要な意味を持つ傑作である。

## 背景
カラヴァッジオの初期の伝記作家ジュリオ・マンチーニが伝えるところによると、本作は、カラヴァッジオがローマでラヌッチョ・トマッソーニを殺害した後に逃亡したパリアーノ (またはザガローロ) のコロンナ家の所有地で描かれた。後に、教皇庁の会計官をしていたパトリーツィ侯爵オッターヴィオ・コスタが作品を購入した。カラヴァッジョは、当面の旅費と生活資金を得るために有力なパトロンであり大銀行家であったコスタにコロンナ家を通じて作品を託したのだと思われる。彼は、「その絵で得た金でナポリに向かった」。
一方、やはり伝記作者のジョヴァンニ・ピエトロ・ベッローリは本作を教皇庁の会計官をしていたコスタンツォ・パトリーツィ侯爵のコレクション中に見たため、侯爵のために描かれたと考えた。作品は、1624年の侯爵の財産目録に記載されている。マンチーニの記述と考え合わせると、作品はコスタによってパトリーツィ侯爵に売却されたと考えて間違いはないであろう。作品はローマのパトリーツィ侯爵家の宮殿に所蔵されていたが、1939年にブレラ美術館友の会が購入した。

## 主題

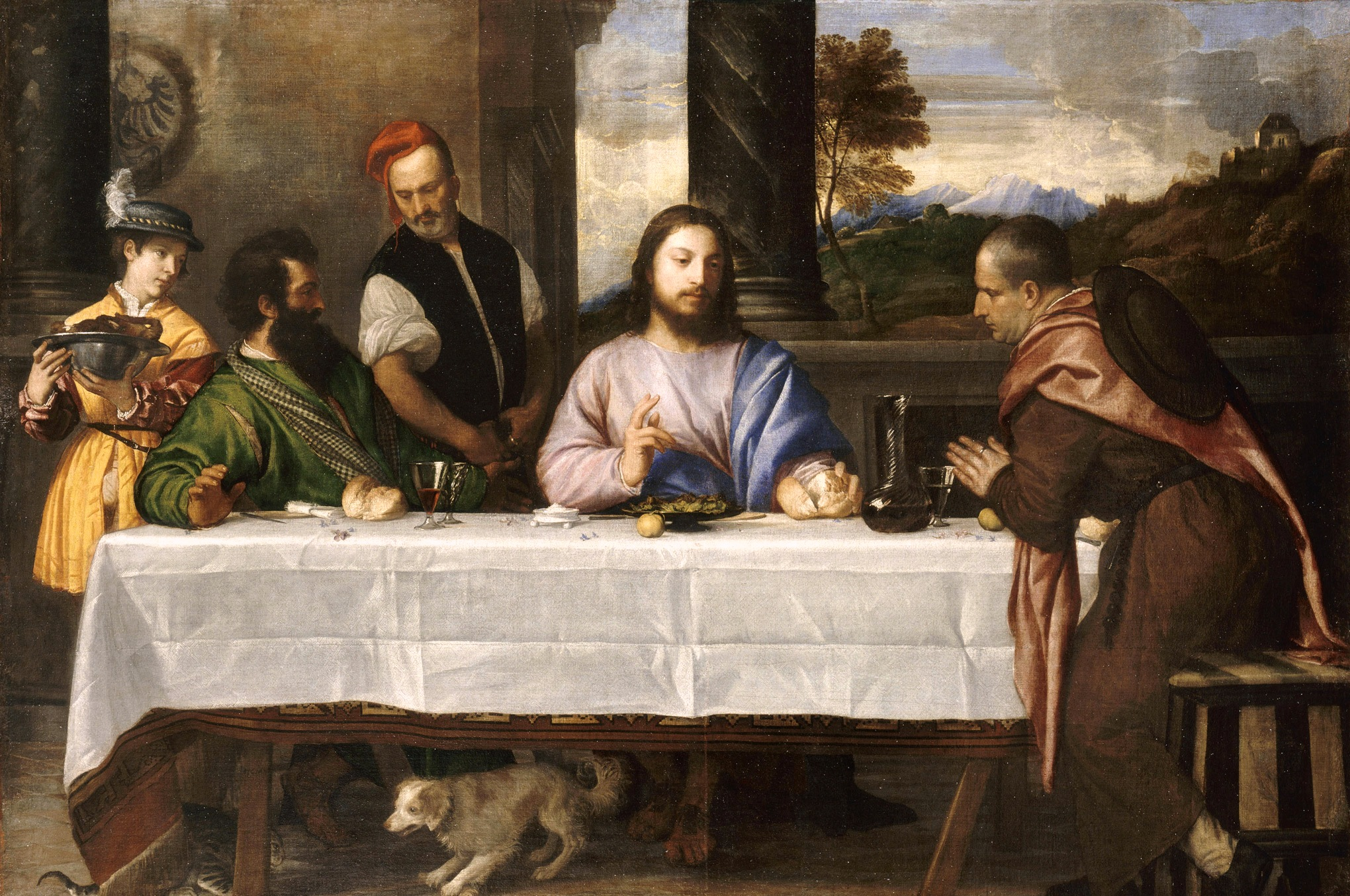
ティツィアーノ『エマオの巡礼者』 (1533-1534年)、ルーヴル美術館、パリ

『新約聖書』中の「ルカによる福音書」(24章13節-31節）によれば、イエス・キリストの磔刑から3日後、クレオパともう1人のキリストの弟子 (名前は特定されていないが、しばしば聖ペテロとされる) はエルサレムから10キロ離れたエマオに向かっていた。すると、そこに復活したキリストが現れて、2人に何が起こったのかと質問した。それがキリストだとわからなかった2人は、キリストが天国に入るために受難に遭ったと答える。その晩、2人はエマオに着くと、もう遅いからとキリストを引き留め、いっしょに宿屋に泊まることにした。そして、「いっしょに食事の席に着いたとき、イエスはパンを取り、賛美の祈りを唱え、パンを裂いてお渡しになった。すると2人の目が開け、イエスだとわかったが、その姿は見えなくなった」(24章30節-31節）という。
この主題は、ヴェネツィアや、カラヴァッジオの出身地ロンバルディアなど北イタリアで好んで描かれたものである。16世紀ヴェネツィア派の巨匠ティツィアーノも名高い『エマオの巡礼者』 (ルーヴル美術館、パリ) を描いている。

## 作品

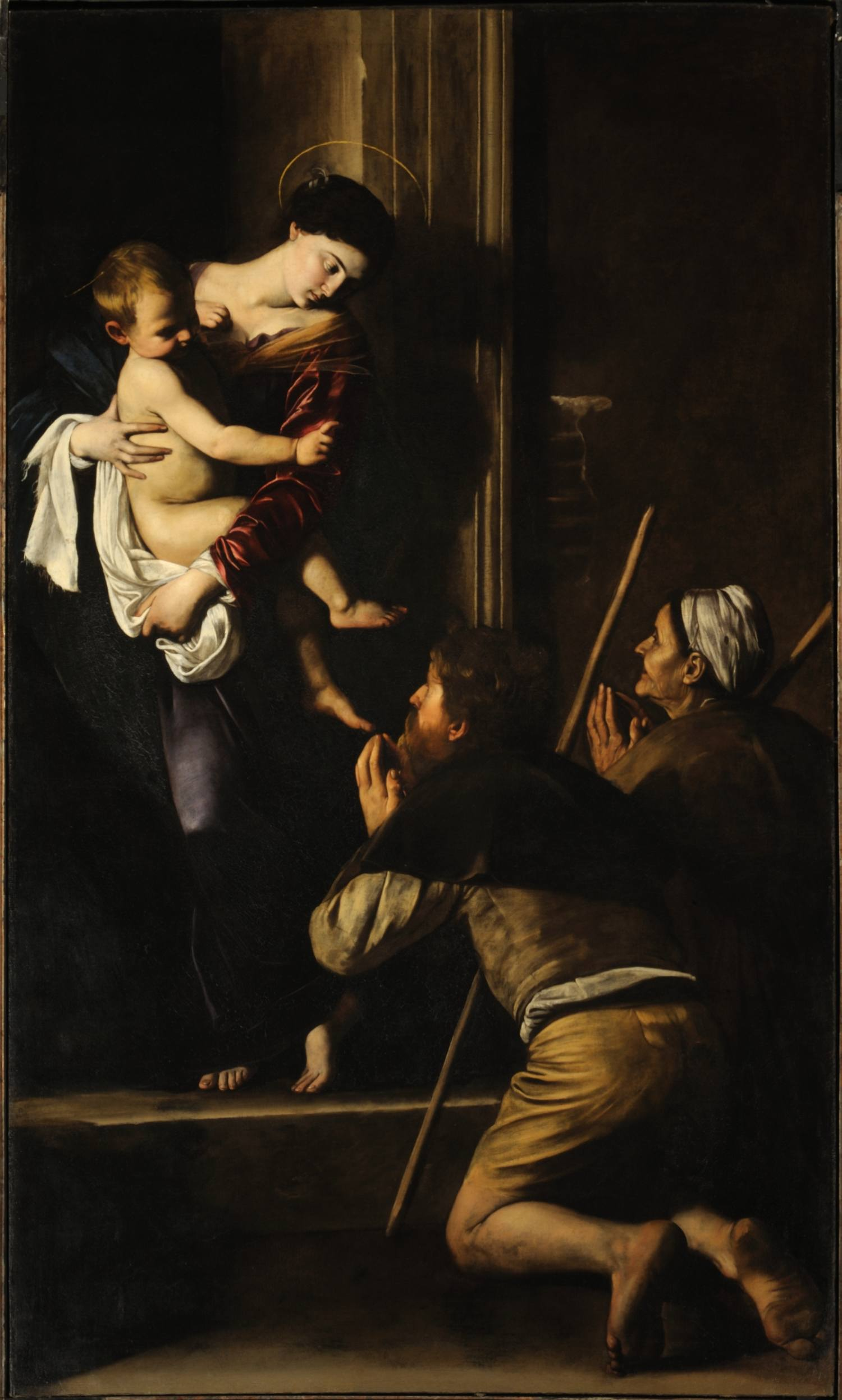
カラヴァッジョ『ロレートの聖母』 (1603-1606年ごろ)、サンタゴスティーノ聖堂、ローマ

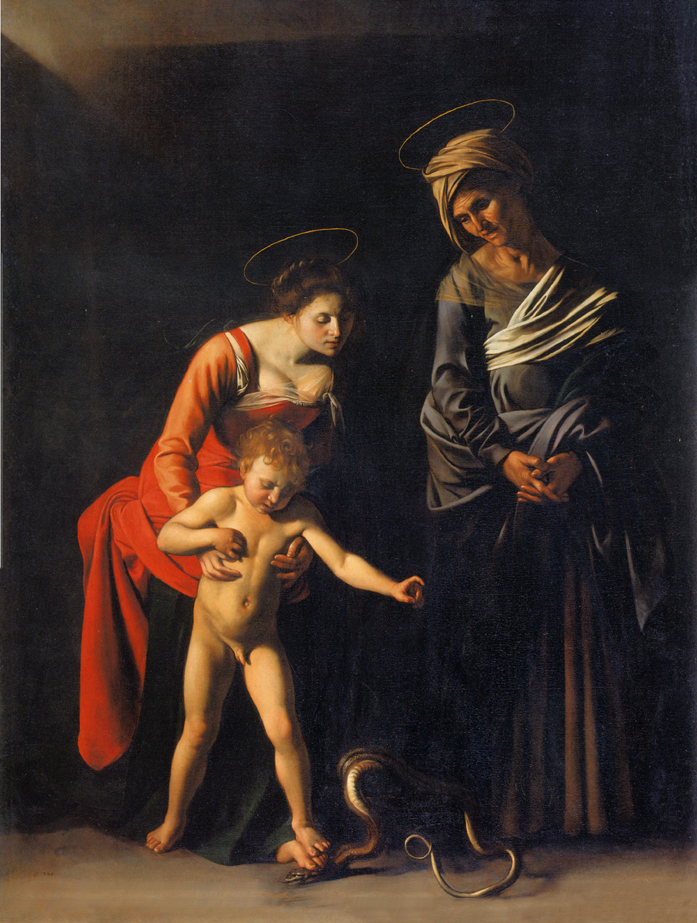
カラヴァッジョ『聖アンナと聖母子』 (1603-1606年ごろ)、ボルゲーゼ美術館、ローマ

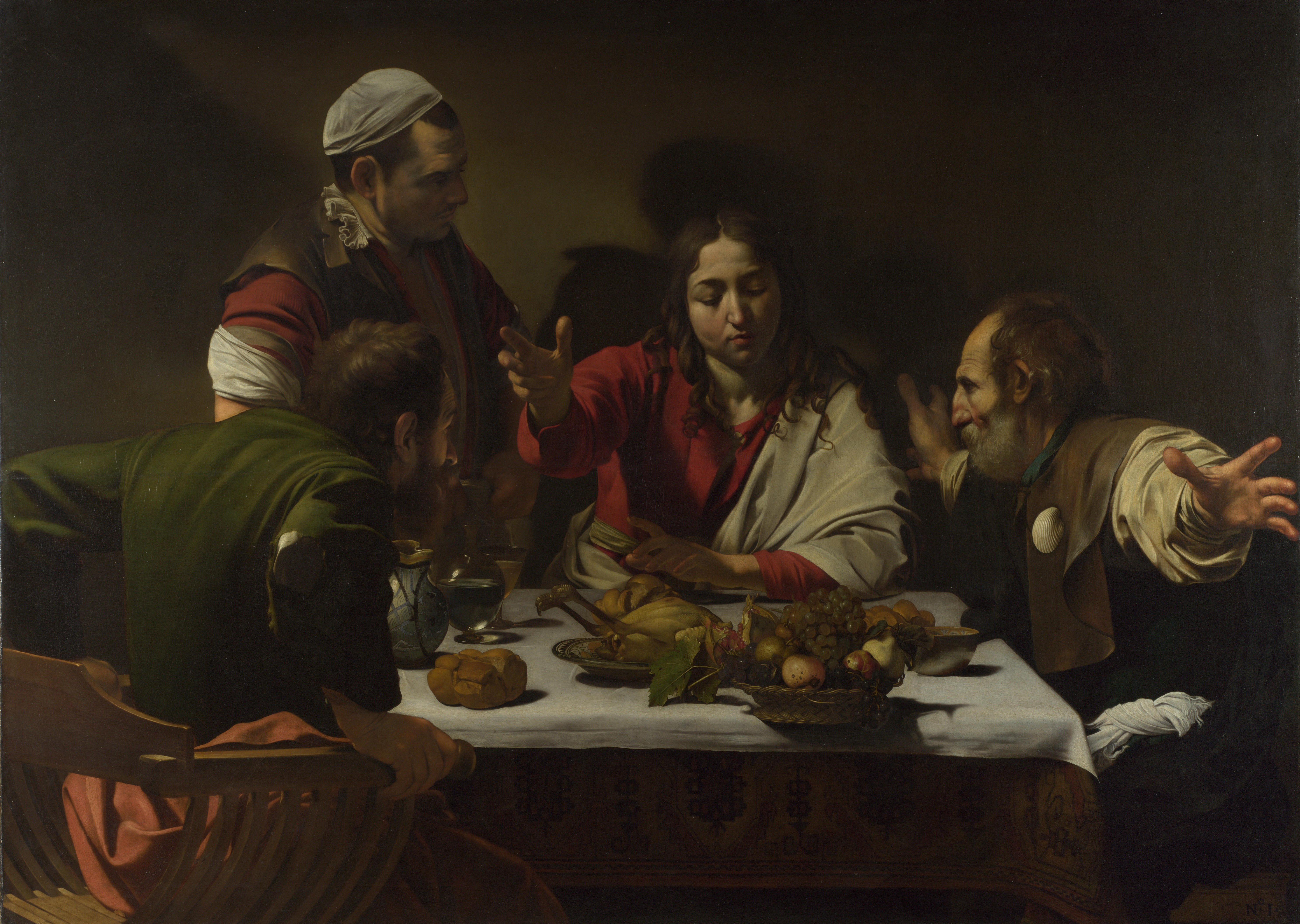
カラヴァッジョ『エマオの晩餐』 (1601年)、ナショナル・ギャラリー (ロンドン)

本作は、必然的にナショナル・ギャラリー・ロンドンの『エマオの晩餐』との比較対象となる。上述のベッローリは、両作品について以下のように言及している。

「前者 (ロンドンの作品) の方が濃い色調をしているが、両者とも自然な色彩の模倣という点では称賛に値する。たとえミケーレ (カラヴァッジオ) がしばしば下賤で野卑な形態に堕するために、それらの絵が品位に欠けるとしても、である」。

両作品の構図はよく似ているが、本作では登場人物に宿屋の主人の妻が加わり、1人増えている。彼女は『ロレートの聖母』 (サンタゴスティーノ聖堂、ローマ) の老いた巡礼者や『聖アンナと聖母子』 (ボルゲーゼ美術館、ローマ) の聖アンナと同一のタイプの老婆であり、本作がローマ時代の宗教的作品と時期的に連続していることを物語っている。
本作はロンドンの作品と描き方や全体の効果が全く異なっており、大きな変化が見られる。ロンドンの作品でアポロン的な髭のない青年として表されていたキリストは髭のある中年となり、宿屋の主人も彼の妻も年老いた姿である。夫婦の位置もキリストの左側から右側へと移り、キリストの位置も左に寄っている。ロンドンの作品とは左右逆となった弟子たちの身振りも大仰な演劇的なものではなくなり、控えめで自然な印象である。
ロンドンの作品のテーブル上の豊富な静物モティーフはパンとワインだけに減り、ロンドンの作品ではテーブルの上に置かれていたローストチキンは老婆が持つ羊肉らしきもの (あるいはローストチキン) に変貌している。この肉は薄塗りで描かれているため、老婆の衣服が透けて見える。キリストの右手の下のパンはすでに裂かれている。X線調査によって左の奥には窓らしい開口部が描かれたことが分かっているが、最終的には現実の空間を示唆するものはすべて除去され、闇が支配することとなった。登場人物の服装も当世風の要素が抑制されている。画面全体に茶系統の地味な色彩が用いられており、素描のような印象がある。筆致は大まかで、薄塗りで素早く仕上げられている。逃亡中のカラヴァッジオはよい顔料を手に入れられず、急いで仕上げる必要があったのかもしれない。
いずれにしても、ロンドンの作品に見られる鑑賞者を画面に引き込む驚愕のドラマは、本作ではキリストの復活についての瞑想を誘う精神的な情景に取って代わられている。細部描写の放擲と表現主義的な筆触、内省的な雰囲気といったこの絵画に見られる特徴はすべて、これ以降のカラヴァッジオ作品に共通するもので、南イタリアのカラヴァッジオの出発点といえる作品である。